# Åstarpe mosse
Åstarpe mosse este o arie protejată (arie specială de conservare — SAC, sit de importanță comunitară — SCI, arie de protecție specială avifaunistică — SPA) din Suedia întinsă pe o suprafață de 188,9 ha, integral pe uscat.

## Localizare
Centrul sitului Åstarpe mosse este situat la coordonatele 56°22′38″N 13°03′30″E / 56.3773°N 13.0584°E.

## Înființare
Situl Åstarpe mosse a fost declarat sit de importanță comunitară în ianuarie 1997 pentru a proteja 5 specii de animale. Alte tipuri de protecție:
- arie de protecție specială avifaunistică (în iulie 2000)[2]
- arie specială de conservare (în martie 2011)[1][3][4]

## Biodiversitate
Situată în ecoregiunea continentală, aria protejată conține 2 habitate naturale: Mlaștini turboase de tranziție și turbării mișcătoare, Mlaștini împădurite.
La baza desemnării sitului se află mai multe specii protejate de  păsări (5): caprimulg (Caprimulgus europaeus), ciocănitoare neagră (Dryocopus martius), viespar (Pernis apivorus), cocoșul de mesteacăn (Tetrao tetrix tetrix),  cocoș de munte (Tetrao urogallus).